# Vlčková
Vlčková là một làng thuộc huyện Zlín, vùng Zlínský, Cộng hòa Séc.